# Siphonoperla baetica
Siphonoperla baetica är en bäcksländeart som först beskrevs av Aubert 1956.  Siphonoperla baetica ingår i släktet Siphonoperla och familjen blekbäcksländor. Inga underarter finns listade i Catalogue of Life.